# 学田駅 (台湾)
学田駅（がくでんえき、正体字: 學田驛/學田車站）は、日本統治時代の台湾台中州大屯郡烏日庄（現在の台中市烏日区）に存在した台湾総督府鉄道台中線の駅。1930年代初期、台湾総督府交通局鉄道部は路線バスとの競争のため、DR2300型気動車などのガソリンカーを台湾の北部、中部、南部の都市近郊の通勤圏内に走らせていた。当駅も、ガソリンカーの停車する通勤用の駅として開設された。

## 沿革
- 1932年（昭和7年）12月15日 - 學田驛として開設[2](p38)[3]。当時は、DR2300型気動車などのガソリンカーが停車するのみであった。
- 1942年（昭和17年） - 太平洋戦争によるガソリン不足のため、ガソリンカーの運行が停止される。

## 駅構造
不詳。

## 廃止前の利用状況
| 年       | 年間  | 年間  | 年間     | 年間  | 1日平均 | 1日平均 |
| 年       | 乗車  | 下車  | 乗降車計 | 出典  | 乗車    | 乗降車  |
| -------- | ----- | ----- | -------- | ----- | ------- | ------- |
| 1932年度 | 1,981 | 1,894 | 3,875    | [ 2 ] | 19      | 36      |
| 1933年度 | 8,209 | 7,464 | 15,673   | [ 4 ] | 22      | 43      |
| 1934年度 | 8,717 | 7,864 | 16,581   | [ 5 ] | 24      | 45      |
| 1935年度 | 5,892 | 5,070 | 10,962   | [ 6 ] | 不計算  | 不計算  |
| 1936年度 | 6,027 | 5,357 | 11,384   | [ 7 ] | 17      | 31      |
| 1937年度 | 5,537 | 4,738 | 10,275   | [ 8 ] | 15      | 28      |
| 1938年度 | 8,805 | 8,730 | 17,535   | [ 9 ] | 24      | 48      |
| 資料なし |       |       |          |       |         |         |

## 駅周辺
- 大日本製糖烏日製糖所

## 隣の駅
台湾総督府鉄道台中線
烏日駅 - 学田駅（廃駅） - 遊園地前駅（廃駅） - 王田駅（現、成功駅）

### 註釈
1. ↑  新竹・台中地震による